# Khorostkiv
Khorostkiv (ukrainsk: Хоростків, polsk: Chorostków) er en by i Tjortkiv rajon, Ternopil oblast, Ukraine. Den er vært for administrationen af Khorostkiv urban hromada, en af hromadaerne i Ukraine.
Byen har 6.703 (2021) indbyggere.

## Historie
I den Anden Polske Republik hørte Khorostkiv, dengang kendt som Chorostków, til amtet Kopczynce, Tarnopol Voivodskab. Byen er fødested for den polske maler Jan Maszkowski (født 1793) og den jesuitiske teolog, oversætter og videnskabsmand Stanislaw Stys (født 1896).
Den har haft byrettigheder siden siden 1977.

## Galleri
- Kapel på Khorostkiv kirkegård
- Forladt herregård
- Tidligere ridehal
- Frimærke fra den Anden Polske Republik udgivet i 1924, og stemplet i Chorostkow som var navnet da byen var polsk